# David Jewitt
David Clifford Jewitt (Londra, 1958) è un astronomo britannico naturalizzato statunitense.

## Biografia
Si è laureato nel 1979 presso l'University College London (UCL), per proseguire gli studi con un dottorato in astronomia presso il California Institute of Technology nel 1983. Attualmente è professore di astronomia presso l'Università delle Hawaii. 
Appartiene al gruppo di scienziati che ha studiato le immagini e i dati inviati sulla Terra dalle sonde Voyager; si è reso scopritore di diversi satelliti naturali dei giganti gassosi del sistema solare esterno. I suoi campi di interesse comprendono il sistema solare esterno, gli oggetti transnettuniani, la formazione del sistema solare e le proprietà fisiche delle comete.
A lui sono attribuite, fra le altre, le scoperte di:
- Amaltea, Carpo, Temisto e S/2003 J 12, satelliti naturali di Giove;
- Margherita, satellite naturale di Urano;
- Psamate, satellite naturale di Nettuno.
- P/2003 CC22 Sheppard-Jewitt, cometa periodica della famiglia delle comete gioviane

È stato inoltre scopritore o coscopritore di diversi asteroidi trans-nettuniani. In particolare è stato l'autore, insieme a Jane X. Luu, della scoperta dell'asteroide (15760) 1992 QB1, il primo oggetto transnettuniano scoperto dopo Plutone e Caronte, prototipo della classe dei Cubewani.

## Riconoscimenti
Nel 2012 gli è stato attribuito il Premio Shaw. Gli è stato dedicato un asteroide, 6434 Jewitt.